# Staschinski-Fall
Die als Staschinski-Fall bekannt gewordene Entscheidung des deutschen Bundesgerichtshofs (BGHSt 18, 87) befasste sich am Beispiel der Mordtaten des KGB-Agenten Bogdan Nikolajewitsch Staschinski (* 4. November 1931) mit der Problematik der Abgrenzung zwischen Täterschaft und Teilnahme im Strafrecht.

## Taten Staschinskis und Überlaufen in den Westen
Staschinski, der im KGB in der Abteilung für Terrorakte im Ausland beschäftigt war, wurde 1957 mit dem Auftrag, von der Führungsspitze der Sowjetunion als störend empfundene Exilpolitiker, führende Mitglieder der Organisation Ukrainischer Nationalisten (OUN) und des russischen Nationalen Bundes der Schaffenden, zu liquidieren, nach Berlin beordert. Auftragsgemäß ermordete er in München im Herbst 1957 Lew Rebet und im Sommer 1959 Stepan Bandera, beides führende Mitglieder der OUN. Als Tatwaffe verwendete er einen pistolenähnlichen Gegenstand zum Versprühen von Blausäuregas, welches er seinen Opfern heimtückisch direkt ins Gesicht applizierte. Fünf Tage vor dem Bau der Berliner Mauer floh er mit seiner deutschen Ehefrau vor seinen sowjetischen Auftraggebern nach West-Berlin und kam am 1. September 1961 in bundesdeutsche Untersuchungshaft.

## Urteil des Bundesgerichtshofs
Um Staschinski, dem lebenslange Zuchthausstrafe nahezu gewiss erschien, zu einer kürzeren Strafe verurteilen zu können, bemühte sich die deutsche Justiz mit einem Kunstgriff um Abhilfe: Um eine für Gehilfen einer Tat gesetzlich vorgesehene Strafmilderung zu ermöglichen, erklärte sie Staschinski in seinem Prozess im Jahre 1962 zu einem reinen Gehilfen, der vor Ort – bei seinen in Deutschland begangenen Taten – in Wirklichkeit nur dem eigentlichen Täter – dem in Moskau befindlichen Chef des KGB – Beihilfe zu dessen zwei Morden geleistet habe und verurteilte ihn deshalb zu einer Zuchthausstrafe von nur acht Jahren. Im Urteil verwendete der Bundesgerichtshof die griffige Formel „Gehilfe ist, [...] wer die Tat nicht als eigene begeht“, und damit argumentierte, Staschinski habe seine Taten als fremde, nämlich als Taten des KGB-Chefs, gewollt und statt „Täterwillen“ nur „Gehilfenwillen“ gehabt. Diese als Animus-Theorie oder „subjektive Theorie“ bezeichnete Konstruktion des Bundesgerichtshofs ist nie gänzlich aufgegeben worden, wird aber inzwischen in dieser Form nicht mehr vertreten.

## Bedeutung des BGH-Urteils
Das BGH-Urteil hatte erhebliche Konsequenzen für die Ahndung von NS-Verbrechen. Die dort ebenfalls und auch unter Berufung auf das Staschinski-Urteil des BGH eingesetzte „subjektive Theorie“ führte dazu, dass abseits einer zu „Haupttätern“ erklärten sehr kleinen Gruppe mit Hitler, Himmler oder Goebbels hinaus die übergroße Mehrheit der Täter auf den Hierarchiestufen darunter sich mit der unüberprüfbaren Behauptung herausreden konnte, die „Haltung“ der „Haupttäter“ nicht geteilt zu haben und die Taten nicht „gewollt“ zu haben. Es entstand so in Westdeutschland eine die Aufarbeitung der NS-Verbrechen in weiten Teilen behindernde „Gehilfenjudikatur“.
Daneben gibt es die im fachlichen Diskurs nicht thematisierte Annahme, dass der BGH auf dem Höhepunkt des Kalten Krieges ein Signal an ausländische Geheimdienstler habe senden wollen, wer bei solchen Taten mit welchen Konsequenzen zu rechnen habe.
Um Urteile wie jenes des BGH im Staschinski-Fall möglichst zu unterbinden, hat der Gesetzgeber 1969 in § 25 Abs. 1 StGB (in Kraft seit 1. Januar 1975) mit der Formulierung „als Täter wird bestraft, wer die Straftat selbst oder durch einen anderen begeht“ ausdrücklich klarzustellen versucht, dass jeder, der sämtliche Tatbestandsmerkmale in eigener Person verwirklicht – jedenfalls grundsätzlich, da dies zumindest im Zeitpunkt der Gesetzesneufassung für Teilnehmer an NS-Erschießungskommandos noch rechtlich ungeklärt gewesen war –, auch als Täter zu betrachten sei. Damit sollte der sich mit diesem Fall andeutenden Tendenz in der Rechtsprechung begegnet werden, eigenhändige Tatbestandsverwirklichung unter Berufung auf angeblich fehlenden Täterwillen zur bloßen Teilnahme mit der Konsequenz obligatorischer Strafmilderung nach § 27 Abs. 2 i.V.M § 49 Abs. 1 StGB abzuwerten. Nach der heute vorherrschenden Rechtsprechung soll nur noch in „extremen Ausnahmefällen“ jemand, der – wie Staschinski – alle objektiven Tatbestandsmerkmale selbst erfüllt, als Gehilfe behandelt werden.

## Verbleib Staschinskis nach der Haft
Bis 2005 war angenommen worden, Staschinski, der als Überläufer ein potentielles Ziel von Attentaten des KGB war, lebe seit seiner Haftentlassung unter einer neuen Identität in der Bundesrepublik Deutschland. 2005 erschien in Russland das Buch Wie viel kostet es, die Heimat zu verraten? In dem Buch wird beschrieben, dass Staschinski mit amerikanischer Hilfe die neue Identität erhalten habe und seit seiner Freilassung angeblich in den USA lebe. Das Buch enthält auch die Behauptung, dass das KGB seit diesem Fall „Mord als gewöhnlichem Mittel zur Erreichung politischer Ziele außerhalb des sozialistischen Lagers“ eine Absage erteilt habe.